# Simona Brambilla
Simona Brambilla MC (sinh ngày 27 tháng 3 năm 1965) là một nữ tu Công giáo người Ý. Bà hiện là Tổng trưởng Thánh Bộ Các Tu Hội Đời Sống Thánh Hiến và Các Tu Đoàn Sống Đời Tông Đồ. Bà cũng là người phụ nữ đầu tiên đứng đầu một thánh bộ của Giáo triều Rôma. Từ năm 2011 đến năm 2023, Brambilla nguyên là Bề trên Tổng quyền của Dòng Truyền giáo Consolata, sau đó bà trở thành nữ thư ký đầu tiên của Thánh Bộ Các Tu Hội Đời Sống Thánh Hiến và Các Tu Đoàn Sống Đời Tông Đồ vào tháng 10 năm 2023. Với những công việc đó, bà trở thành một trong những người phụ nữ có cấp bậc cao nhất trong Giáo triều.

## Cuộc đời
Simona Brambilla sinh tại Monza, Lombardy. Bà lấy bằng điều dưỡng vào năm 1986 rồi làm việc tại Bệnh viện L. Mandic ở Merate, Tỉnh Lecco. Năm 1988, Brambilla vào Dòng Truyền giáo Consolata và được tuyên khấn lần đầu vào năm 1991. Simona Brambilla nhận bằng cử nhân tâm lý học của Viện Tâm lý học thuộc Đại học Giáo hoàng Gregorian vào năm 1998.
Năm 1999, Simona Brambilla sau khi tuyên khấn trọn đời đã đảm nhận công việc  mục vụ thanh thiếu niên tại Trung tâm Nghiên cứu Macua Xirima ở Maua, Mozambique.
Soq Brambilla đã giảng dạy từ năm 2002 đến năm 2006 tại Viện Tâm lý học Gregorian và bà cũng lấy bằng tiến sĩ tâm lý học tại đó vào năm 2008, với luận án về truyền giáo và hội nhập văn hóa ở Mozambique. Cũng ở nơi này bà đã mục vụ ở nhà dòng với tư cách là cố vấn chung từ năm 2005 đến năm 2011.
Bà được bầu làm bề trên tổng quyền với nhiệm kỳ sáu năm tại Dòng Truyền giáo Consolata vào ngày 7 tháng 6 năm 2011 và được tái tín nhiệm bầu vào nhiệm kỳ thứ hai vào năm 2017 đến tháng 5 năm 2023.
Giáo hoàng Phanxicô đã chọn Simona Brambilla tham gia Thượng hội đồng giám mục năm 2023 Vào ngày 8 tháng 7 năm 2019, Giáo hoàng Phanxicô đã bổ nhiệm Brambilla và sáu người khác là những thành viên nữ đầu tiên của Thánh Bộ Các Tu Hội Đời Sống Thánh Hiến và Các Tu Đoàn Sống Đời Tông Đồ. Ngày 7 tháng 10 năm 2023, Giáo hoàng Phanxicô đã bổ nhiệm Simona Brambilla làm nữ thư ký đầu tiên của Bộ đó. Bà là người phụ nữ thứ hai giữ chức vụ thư ký trong một Thánh bộ của Giáo triều Rôma sau Alessandra Smerilli tại Bộ thúc đẩy phát triển toàn diện con người. Có hai người phụ nữ khác cũng giữ cùng chức danh thư ký trong Giáo triều Rôma là Nathalie Becquart tại Thượng hội đồng giám mục và Raffaella Petrini tại Phủ Thống đốc Thành Vatican.
Vào ngày 13 tháng 12 năm 2024, Giáo hoàng Phanxicô đã bổ nhiệm Simona Brambilla và María Lía Zervino cùng với hai hồng y vào Hội đồng thường kỳ thứ 16 của Văn phòng Tổng thư ký Thượng hội đồng. Họ là những người phụ nữ đầu tiên được bổ nhiệm vào vai trò đó.
Ngày 6 tháng 1 năm 2025, Giáo hoàng Phanxicô đã bổ nhiệm nữ tu Simona Brambilla ISMC làm Tổng trưởng Thánh Bộ Các Tu Hội Đời Sống Thánh Hiến và Các Tu Đoàn Sống Đời Tông Đồ. Với sự bổ nhiệm này, bà trở thành người phụ nữ đầu tiên làm bộ trưởng, đứng đầu một thánh bộ phận của Giáo triều Rôma.

### Tác phẩm
- "Ferro e Fuoco". Dòng Truyền giáo Consolata. Xuất bản ngày 10 tháng 6 năm 2022. Viết về kinh nghiệm thu được của hội dòng truyền giáo nữ trong việc truyền giáo như là cuộc đối thoại cùng với Teresa thành Lisieux